# Steinkreis von Bocan
Der Steinkreis von Bocan (auch Steinkreis von Glackadrumman genannt) liegt nahe der Grenze der Townlands Bocan und Glackadrumman auf der Halbinsel Inishowen 1,5 km von Culdaff im County Donegal, in Irland. 

## Beschreibung und Geschichte
Heute stehen noch sieben Menhire dieser Megalithanlage aufrecht auf der Anhöhe. Sie stehen in zwei Gruppen, so dass ein Ring mit einem Durchmesser von über 20 m, der aus 25 bis 29 Steinen bestand, rekonstruiert werden kann. Manche Berechnungen gehen von 30 Steinen aus. Untersuchungen haben gezeigt, dass die Steinkreise dieser Region fast immer aus einer ungeraden Steinzahl bestanden, ausgehend von der Mindestzahl fünf. 1816 sollen noch 12 Steine gestanden haben. Im Zentrum sollen 1816 Reste von Brandgräbern und Keramik entdeckt worden sein.
1928 untersuchte Boyle Somerville die Ausrichtung des Steinkreises. Ausgangspunkt seiner Vermessung war ein 1,5 m hoher durch Schälchenmarkierungen gekennzeichneter Stein im Südosten. Die künstliche Anlage dieser Schälchen (entstehen auch durch Verwitterung) konnte allerdings wegen der starken Verwitterung nicht eindeutig nachgewiesen werden. Eine Verbindungslinie von diesem großen Stein zu einem 1,9 m hohen gegenüberliegenden Menhir weist in ihrer Verlängerung auf eine Stelle auf dem rund 7 km entfernten Farragan Hill, die den Sonnenuntergang während der Sommersonnenwende markiert.
Der Kreis entstand während der irischen Bronzezeit zwischen 3000 und 1500 v. Chr. Die Gegend ist mit anderen Überresten der Vorzeit übersät. Der Temple of Deen liegt in unmittelbarer Nähe, das Kloster von Cloncha und der Komplex von Carrowmore  (irisch An Cheathrú Mhór)  liegen in direkter Sichtlinie im Südwesten.